# Anette Poromaa
Karin Anette Poromaa, född Fanqvist, den 16 juni 1969 i Torps församling, Västernorrlands län, är en svensk före detta längdskidåkare.
Poromaa deltog i OS i Nagano 1998, i VM i Thunder Bay 1995 och i VM i Ramsau 1999. Hon tog VM-brons med stafettlaget 1995.
Hon är gift med Larry Poromaa och mor till William Poromaa.